# Loubna Méliane
Loubna Méliane, née le 12 mars 1978 à Dijon, est une militante politique et féministe française, qui a également été animatrice de radio.

## Biographie
Loubna Méliane est née le 12 mars 1978 à Dijon.

### Vie associative et militante
Elle s'engage d'abord dans la Fédération indépendante et démocratique lycéenne (FIDL) à Dijon, ce qui l'amène en 1998 à être une porte-parole des lycéens en grève. À cette occasion, elle fait de nombreux passages dans les médias.
Quand Malek Boutih devient président de SOS Racisme, il propose à Loubna Méliane de le rejoindre, notamment pour animer des débats contre le racisme en milieu scolaire.
Du 1er février au 8 mars 2003, elle est l'une des marcheuses de la « Marche des femmes des quartiers, contre le ghetto et pour l'égalité », organisée par l'association Ni putes ni soumises.
Elle se rapproche des militantes de Femen lorsqu'elles s'implantent en France en 2012, mais elle prend rapidement ses distances avec ce mouvement,. Elle participe ensuite à des actions féministes[évasif].

### Vie politique
Elle intègre le conseil national du Parti socialiste lors du Congrès de Dijon en mai 2003.
À partir de juin 2012 et jusqu'en juin 2016, elle est l'assistante parlementaire de Malek Boutih,.
Lors des élections régionales françaises de 2015, elle est élue conseillère régionale d'Île-de-France sur la liste du parti socialiste menée par Claude Bartolone dans la section départementale de l'Essonne.
En 2016, elle soutient Manuel Valls et devient l'une de ses huit porte-paroles de campagne pour la primaire citoyenne de 2017.
Elle quitte le PS en 2018 et rejoint Génération écologie, dont elle devient porte-parole.
En 2019, elle se présente aux élections européennes, sur la liste Urgence Écologie menée par Dominique Bourg.
En 2021, elle est candidate à sa réélection sur la liste écologiste de Julien Bayou aux élections régionales en Ile-de-France, mais n'est pas réélue.

### Carrière professionnelle
Elle anime une émission hebdomadaire sur Fun Radio de 2004 à janvier 2006.
En octobre 2018, elle intègre la société Onepoint en tant que « leader Égalité & Pluralité ».

## Publication
Elle publie en 2004 le livre Vivre libre chez Oh ! Éditions, qui est ensuite réédité en poche chez Pocket.